# Mürsəlli (Sabirabad)
Mürsəlli è un comune dell'Azerbaigian situato nel distretto di Sabirabad. Conta una popolazione di 1 456 abitanti.